# نش (افغانستان)
نش یک منطقهٔ مسکونی در افغانستان است که در ولسوالی نیش واقع شده‌است. نش ۱٬۵۰۶ متر بالاتر از سطح دریا واقع شده‌است.